# Dictyosoma burgeri
Dictyosoma burgeri is een straalvinnige vissensoort uit de familie van stekelruggen (Stichaeidae). De wetenschappelijke naam van de soort is voor het eerst geldig gepubliceerd in 1855 door van der Hoeven.